# Selvik
Selvik är en tätort i Holmestrands kommun i Vestfold fylke i sydöstra Norge. Orten ligger vid fylkesväg 319, på norra sidan av Sandebukta, sydöst om tätorten Sande.
Tidigare har orten tillhört dåvarande Sande kommun.